# Entertainment and Leisure Software Publishers Association
L’Entertainment and Leisure Software Publishers Association (ELSPA) est un organisme créé en 1989 par les éditeurs de logiciels britanniques. Il est connu sous le nom de European Leisure Software Publishers Association jusqu’en 2002.

## Historique
Entre 1994 et l’été 2003, ELSPA a pris en charge volontairement d’évaluer les jeux vidéo publiés au Royaume-Uni exempts de la classification du BBFC. Les évaluations étaient les suivantes : 3+, 11+, 15+ et 18+. L’évaluation a ensuite été remplacée par le système européen d’évaluation appelé PEGI.
L’ELSPA est responsable de fournir le classement des ventes de jeux vidéo qui ont lieu au Royaume-Uni, et de favoriser des initiatives contre la piraterie informatique.

## Classification
À partir du 1er mai 1994, ELSPA met en place un système de classification par âge pour les jeux vidéo publiés en Europe. Une étiquette est imprimée à l'arrière de chaque boite de jeux vidéo (cartouche et CD) ou parfois sur la tranche,,.
| For Age — Pour Ages — Para Años — Für Jahres — Per Anni |  |  |
|                                                         |  |  |
|                                                         |  |  |